# Славко Батушић
Славко Батушић (Новска, 2. јун 1902 — Загреб, 25. април 1979) био је југословенски писац, преводилац, историчар уметности и лексикограф.

## Биографија
Завршио је гимназију у Загребу 1921. а историју уметности дипломирао 1925. на Филозофском факултету. Као стипендиста ХНК ишао је на усавршавање на Сорбони и до почетка рата 1941. радио у ХНК.
Од 1945. до пензионисања ради као управник Архива и музеја ХНК. Упоредо је радио као редовни професор на Академији (1950—-1972), где је предавао историју светског и југословенског позоришта. Објављивао је путописе, новеле, романе, песме и драме. Са француског и немачког превео је тридесетак позоришних комада и 20 романа.
Као лексикограф, сарађивао је у домаћим и страним енциклопедијама. Био је члан друштва књижевника Хрватске и ванредни члан ЈАЗУ. Био је члан Главног одбора Стеријиног позорја.
Носилац је две награде града Загреба, награде „Владимир Назор”, Стеријине награде, награде „Божидар Аџија” и ордена Пољски златни крст за заслуге.
У Српском народном позоришту су изведени његови преводи комада Карло и Ана Леонарда Франка (1929) и драматизација Десант у Норвешкој Џона Стајнбека (1946). Објавио је неколико чланака о позоришним везама између Новог Сада и Загреба.